# Lia, Norge
Lia är en tätort i Sør-Frons kommun i Innlandet fylke i Norge. Orten ligger i Gudbrandsdalen, vid fylkesväg 2532 och älven Gudbrandsdalslågen, med Europaväg 6 och Dovrebanan på andra sidan.